# Бок (пиво)

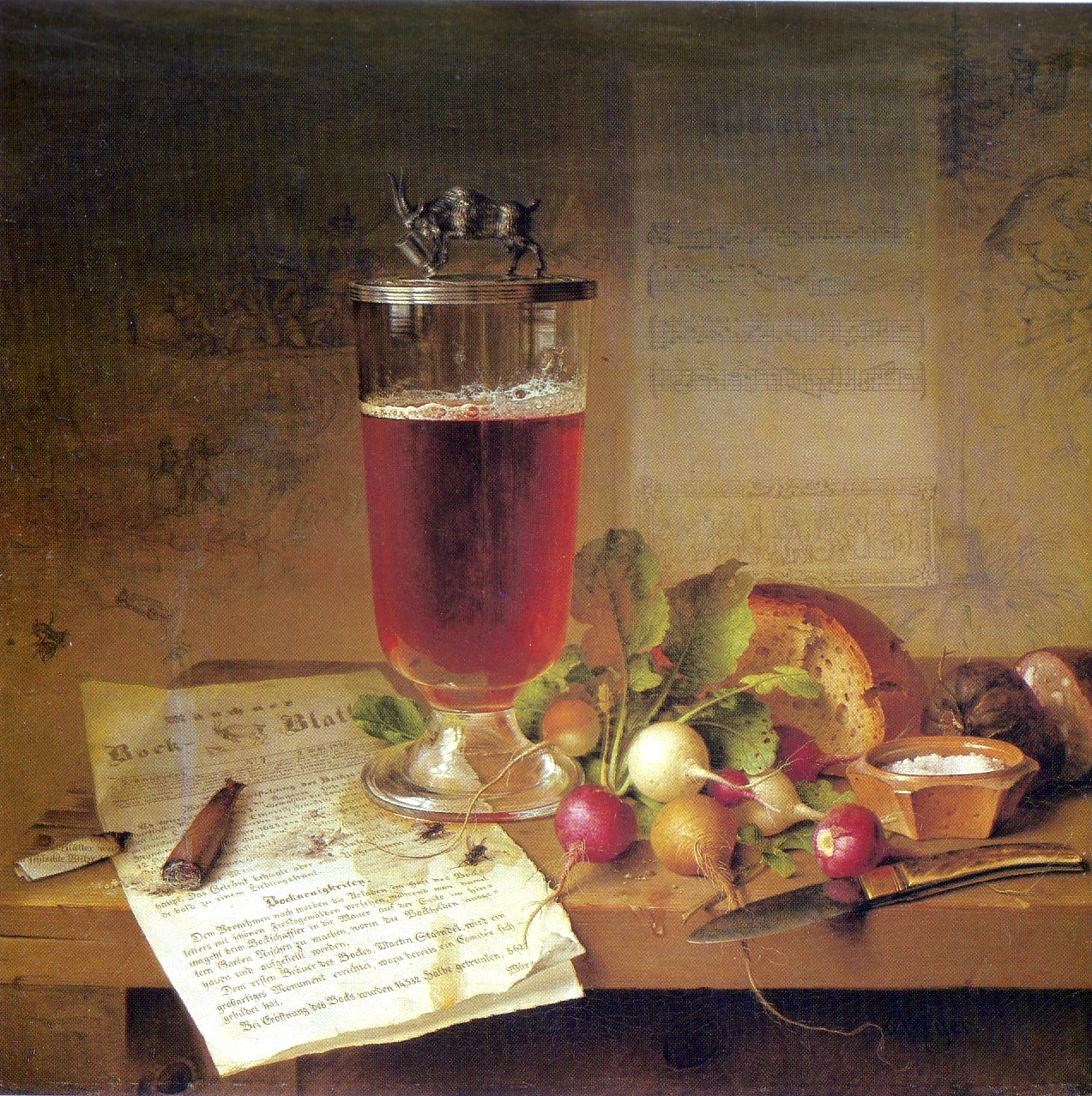
Традиционный стакан для бок-бира содержит изображение козла

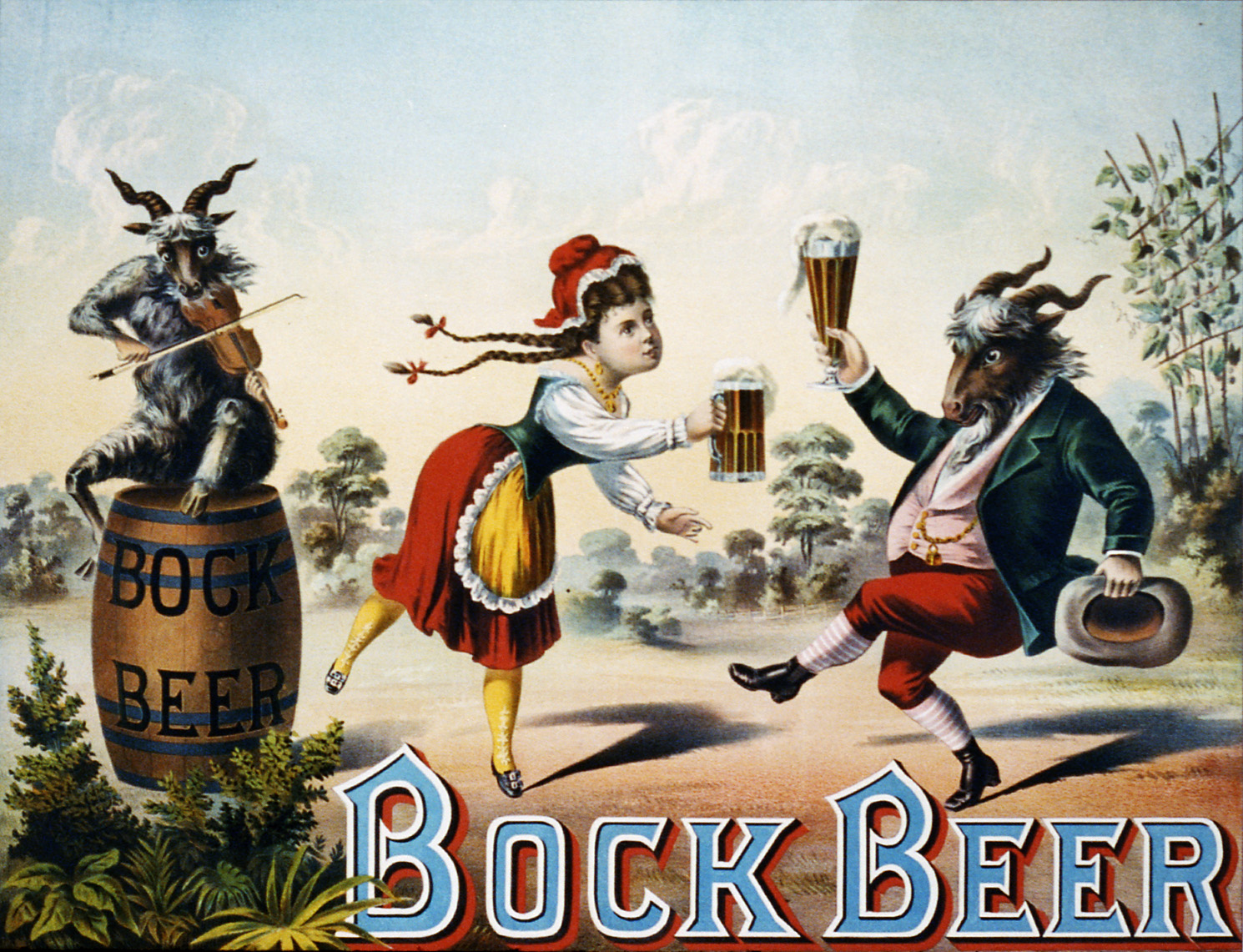
Рекламный плакат бок-бира (1882 год)

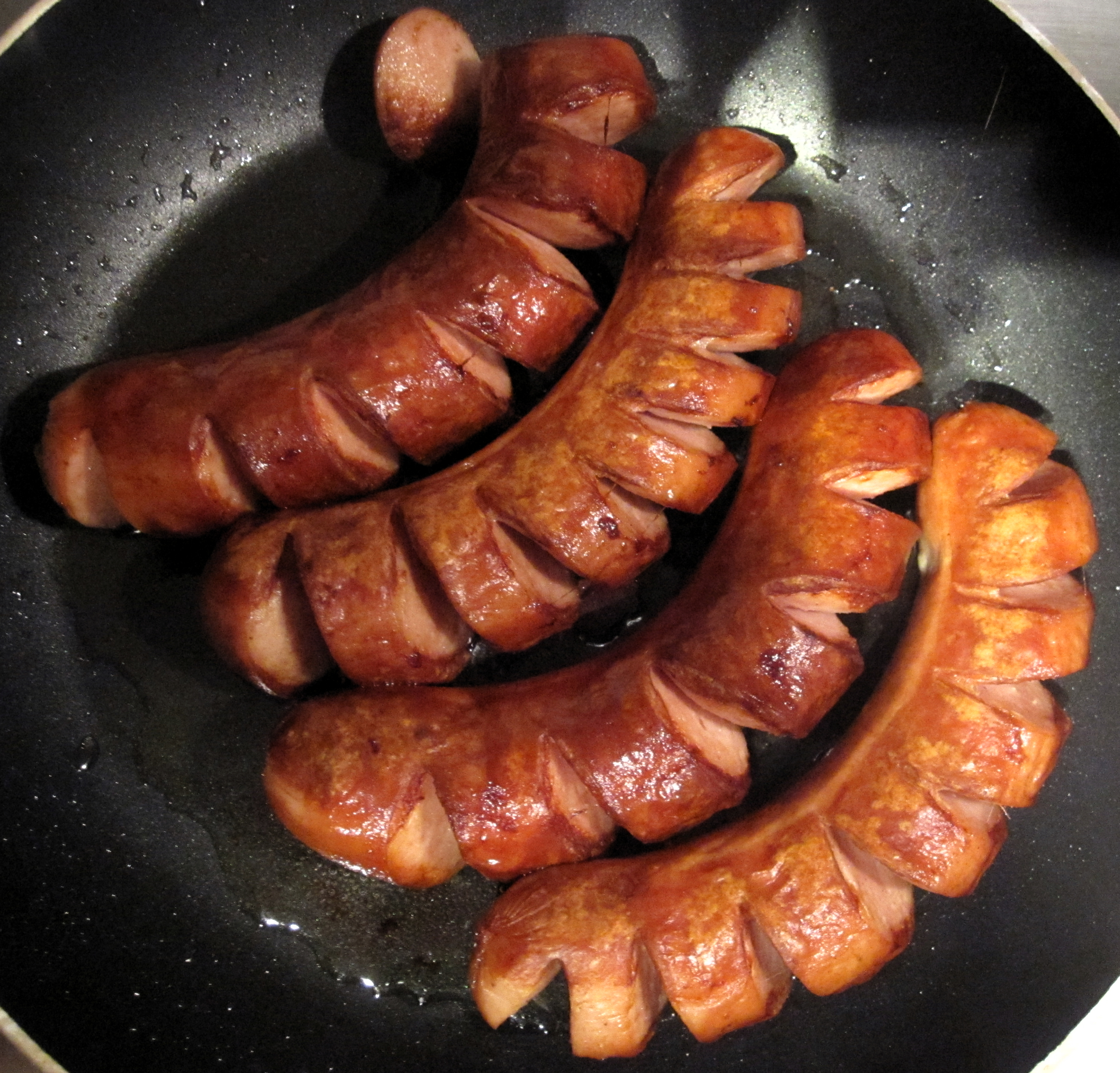
Традиционная закуска к бокбиру — боквурст

Бокбир (нем. Bockbier, Starkbier), сокращённо бок (Bock) — разновидность немецкого крепкого пива исключительно низового брожения с экстрактивностью начального сусла более 16 % и крепостью 6,3-7,2 %. В основном тёмное, за исключением майбока.
Хотя этимология пива бок не имеет ничего общего с козлом (а Bock по-немецки означает «козёл»), изображение этого животного часто помещают на этикетку. В Польше используется калька «козляк».

## Виды
- Доппельбок (нем. Doppelbock) — бок-бир с экстрактивностью начального сусла 18 % и более и крепостью 7—12 % и более. При достижении содержания спирта 13 % пивные дрожжи погибают. Поэтому для дальнейшего повышения крепости требуется удалить из пива часть воды.
- Айсбок (нем. Eisbock) производится путём частичного замораживания пива. При этом алкоголь концентрируется в незамерзшей жидкости. Таким образом удается получить очень крепкое пиво, не нарушая Закона о чистоте пива.

## История
Бок-бир берёт своё начало в ганзейском городе Айнбек (ныне земля Нижняя Саксония). После получения статуса города в 1240 году горожане получили также право на приготовление пива. В Средние века пиво низового брожения экспортировалось по всей Европе, вплоть до Италии. Чтобы обеспечить свежесть пива при длительных перевозках, его делали особенно плотным и крепким.
Мюнхенские правители Виттельсбахи импортировали бок-бир с 1555 года из Айнбека, пока в 1573 году ими не была устроена придворная пивоварня в замке Траусниц (в 1589 была перенесена в Мюнхен). В 1614 году из Айнбека на пивоварню был приглашен Элиас Пихлер (нем. Elias Pichler). Со временем из-за особенностей баварского диалекта его пиво стали называть Bockbier, то есть пиво из Айнбека.

### Легенда о происхождении доппельбока
В эпоху Контрреформации курфюрст Максимилиан призвал в Баварию папских монахов. В 1627 году они основали в пригороде Мюнхена монастырь. Орден предписывал своим членам очень строгие ограничения, среди прочих и потребление в великий пост только жидких продуктов.
Монахи, прибывшие из Италии, переносили время Великого поста из-за особенностей климата Баварии особенно тяжело. Сначала они поддерживали свои силы пивом из придворной пивоварни, которое не попадало под ограничения поста. Это крепкое пиво было очень калорийным, в те времена его не фильтровали, что способствовало его сытности. Монахи получили от Максимилиана I право самостоятельно варить пиво в 1629 году. Они ещё больше увеличили его плотность и крепость, поэтому оно стало ещё сытнее. Позже такое пиво получило название «доппельбок».
Монахи получили право варить, но не продавать пиво. Однако вскоре они всё же начали продавать это весеннее пиво населению в садах и подвалах монастырей. Власти терпели это, несмотря на недовольство мюнхенских трактирщиков и пивоваров.